# Nagisa Ōshima

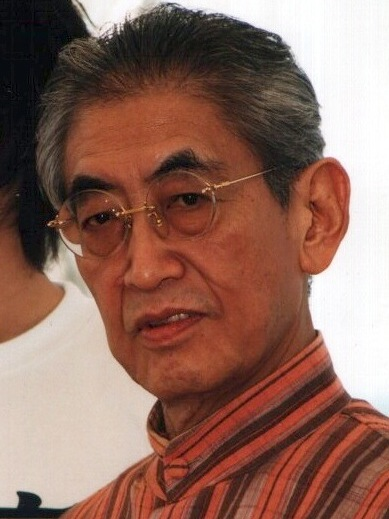
Nagisa Ōshima bei den Filmfestspielen in Cannes 2000

Nagisa Ōshima (jap. 大島 渚 Ōshima Nagisa; * 31. März 1932 in Kyōto, Japan; † 15. Januar 2013 in Fujisawa, Japan) war ein japanischer Filmregisseur und Drehbuchautor.

## Leben
Als Ōshima sechs Jahre alt war, starb sein Vater, sodass er mit der jüngeren Schwester bei seiner Mutter aufwuchs. Nach bestandenem Jurastudium an der Universität Kyōto arbeitete er von 1954 bis 1959 als Regieassistent für das Filmstudio Shōchiku, wo er bei Yoshitarō Nomura und Masaki Kobayashi in die Lehre ging.
Ab 1959 versuchte er sich als Filmregisseur für Shōchiku und galt schon bald als einer der führenden Vertreter der „Nuberu bagu“ (der Neuen Welle). Nach dem Rauswurf bei Shōchiku, dem ein politischer Skandal vorausgegangen war, gründete er zusammen mit seiner Frau unter dem Namen Sozosha eine eigene Filmproduktionsgesellschaft. Mit den dort entstandenen Filmen erregte er die Gemüter der japanischen Öffentlichkeit, da sich die Filme mit Tabuthemen des damaligen Japan beschäftigten, vor allem mit Sex, Verbrechen und Gewalt.
1976 gelang ihm mit dem Skandalfilm Im Reich der Sinne (Ai no korīda), der heute als sein bekanntester Film gilt, ein internationaler Erfolg. 1978 erschien Im Reich der Leidenschaft (Ai no bōrei), der bei den Filmfestspielen Cannes 1978 den Preis für die beste Regie gewann.
Häufig arbeitete Nagisa Ōshima mit den bekannten japanischen Komponisten Riichirō Manabe und Hikaru Hayashi zusammen.
Ōshima war mit der Schauspielerin Akiko Koyama verheiratet.

## Filmografie
- 1959: Ashita no taiyō
- 1959: Stadt der Liebe und Hoffnung (Ai to kibō no machi)
- 1960: Nackte Jugend (Seishun zankoku monogatari)
- 1960: Das Grab der Sonne (Taiyō no hakaba)
- 1960: Nacht und Nebel über Japan (Nihon no yoru to kiri)
- 1961: Die Beute (Shiiku)
- 1962: Shiro Tokisada von Amakusa (Amakusa shirō tokisada)
- 1963: Chīsana bōken ryokō
- 1965: Die Freuden des Fleisches (Etsuraku)
- 1965: Yunbogi no nikki
- 1966: Der Besessene im hellen Tageslicht (Hakuchū no tōrima)
- 1967: Ninja (Ninja bugei-chō)
- 1967: Über japanische Lieder der Unzucht (Nihon shunka-kō)
- 1967: Die Nacht des Mörders (Muri shinjū: Nihon no natsu)
- 1968: Tod durch Erhängen (Kōshikei)
- 1968: Die Rückkehr der drei Trunkenbolde (Kaette kita yopparai)
- 1969: Tagebuch eines Diebes aus Shinjuku (Shinjuku dorobō nikki)
- 1969: Der Junge (Shōnen)
- 1970: Geheime Geschichte der Kriegs- und Nachkriegszeit von Tokio (Tōkyō sensō sengo hiwa)
- 1971: Die Zeremonie (Gishiki)
- 1972: Kleine Sommerschwester (Natsu no Imōto)
- 1976: Im Reich der Sinne (Ai no korīda)
- 1978: Im Reich der Leidenschaft (Ai no bōrei)
- 1983: Furyo – Merry Christmas, Mr. Lawrence (Senjō no merī Kurisumasu)
- 1986: Max mon amour
- 1999: Tabu (Gohatto)